# 1209

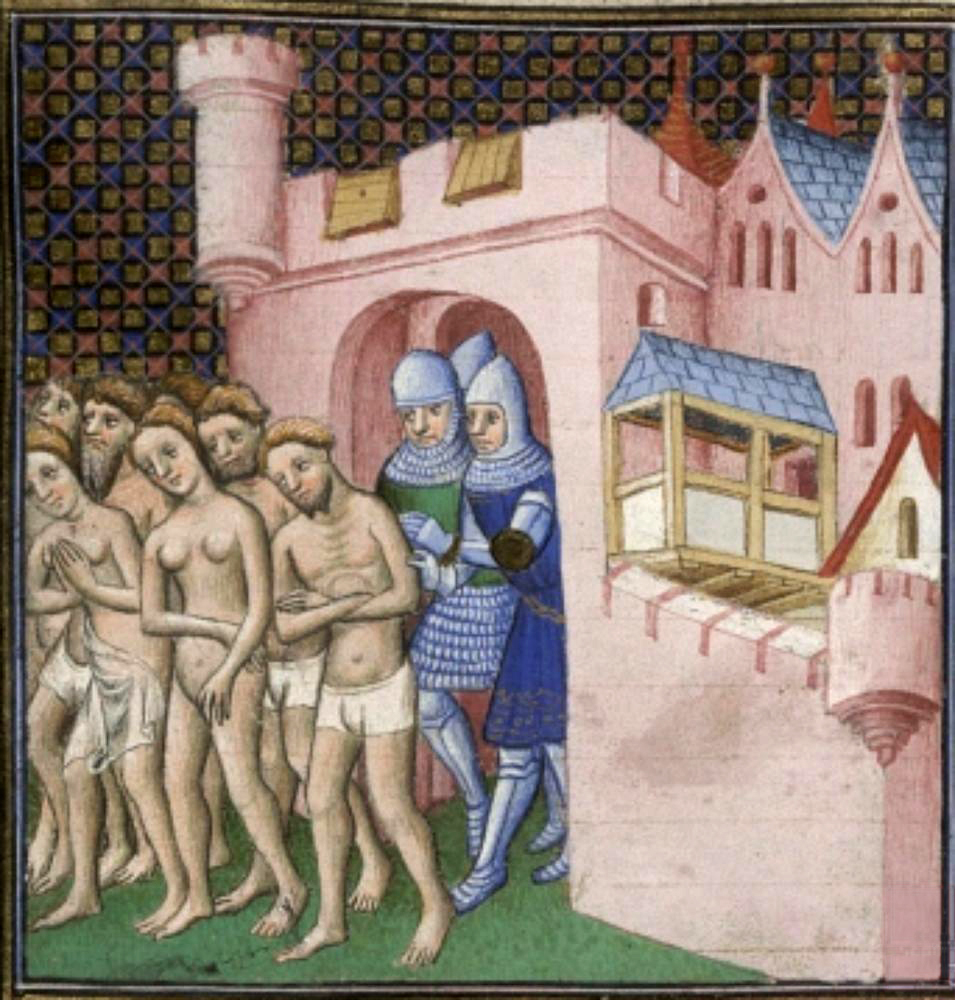
De Katharen verdreven uit Carcassonne

Het jaar 1209 is het 9e jaar in de 13e eeuw volgens de christelijke jaartelling.

## Gebeurtenissen

### Albigenzenkruistocht
- Innocentius III organiseert een kruistocht tegen de katharen, onder leiding van Arnaud Amaury.
- Filips II gaat niet in op het verzoek deel te nemen aan de kruistocht, maar laat wel zijn vazallen toestemming deel te nemen. Onder meer Odo III van Bourgondië en Hervé IV van Donzy sluiten zich aan bij het kruisleger.
- 18 juni – Raymond VI van Toulouse doet openbaar boete. De ban tegen hem wordt opgeheven.
- 22 juli – Bloedbad van Béziers: De kruisvaarders nemen de stad Béziers in, en doden alle inwoners, katholieken zowel als katharen.
- 15 augustus – De kruisvaarders belegeren Carcassonne. Raimond-Roger Trencavel geeft zich over op voorwaarde van vrije aftocht van de bewoners.
- Raymond VI van Toulouse stapt uit de kruistocht en wordt opnieuw geëxcommuniceerd.
- augustus – De Franse leenmannen verlaten de kruistocht voor de winter. Amaury kiest Simon van Montfort om de veroverde bezittingen te beheren en de kruistocht voort te zetten.

### Overige gebeurtenissen
- 7 maart - Rijksmaarschalk Hendrik van Kalden slaat de moordenaar van Rooms koning Filips van Zwaben, Otto VIII van Wittelsbach, het hoofd af als hij hem in een schuur ontdekt en werpt het vervolgens de Donau in.
- 23 april - Franciscus van Assisi en zijn 11 volgelingen krijgen toestemming van paus Innocentius III om volgens hun regel een orde te gaan sticht. Begin van de orde der Franciscanen.
- 4 oktober – Otto IV wordt tot keizer gekroond.
- oktober: Herentals wordt officieel een stad.

zonder datum
- Dzjengis Khan valt de Westelijke Xia aan. Hij verovert diverse steden, en hoewel een belegering van de hoofdstad Yinchuan, onderwerpen de Xia zich in het vredesverdrag feitelijk aan de Mongolen.
- Kreta valt in Venetiaanse handen.
- Verdrag van Spiers: Otto IV claimt de wereldlijke macht over de Kerkelijke Staat.
- Innocentius III doet Jan zonder Land in de ban.
- Koenraad II van Lausitz verovert het Lebuser Land op Polen.
- Stichting van de Universiteit van Cambridge.
- Stade krijgt stadsrechten.
- Donja Stubica wordt gesticht.
- Het Canale Piovego wordt aangelegd.
- Het Antonietenklooster in Maastricht wordt gesticht.
- Frederik van Sicilië trouwt met Constance van Aragon.
- Begin van de (her)bouw van de Dom van Maagdenburg.
- Oudst bekende vermelding: Nyíregyháza

## Opvolging
- Achaea – Willem van Champlitte opgevolgd door Godfried I van Villehardouin
- Albret – Amanieu IV opgevolgd door zijn zoon Amanieu V
- patriarch van Antiochië (Latijns) – Petrus van Locedio in opvolging van Petrus van Angoulême
- Bentheim – Otto I opgevolgd door zijn zoon Boudewijn I (jaartal bij benadering)
- Duitse Orde (grootmeester) – Hendrik II van Tunna opgevolgd door Herman van Salza
- Leuchtenberg – Diepold II opgevolgd door Gerard III
- Oldenburg – Maurits I opgevolgd door zijn zoons Christiaan II en Otto I
- Provence, Alfons II opgevolgd door zijn zoon Raymond Berengarius V onder regentschap van Peter II van Aragon

## Afbeeldingen

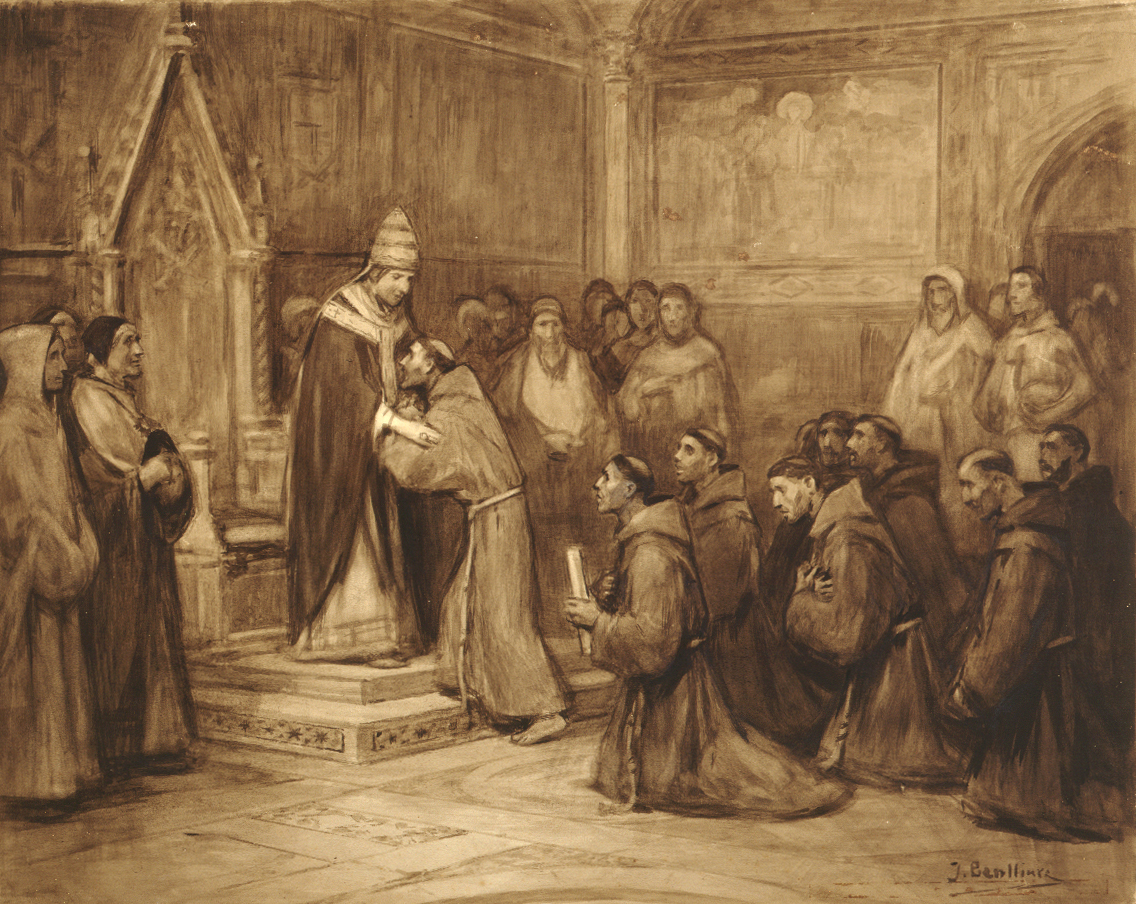
Innocentius III aanvaardt de Franciscaner regel
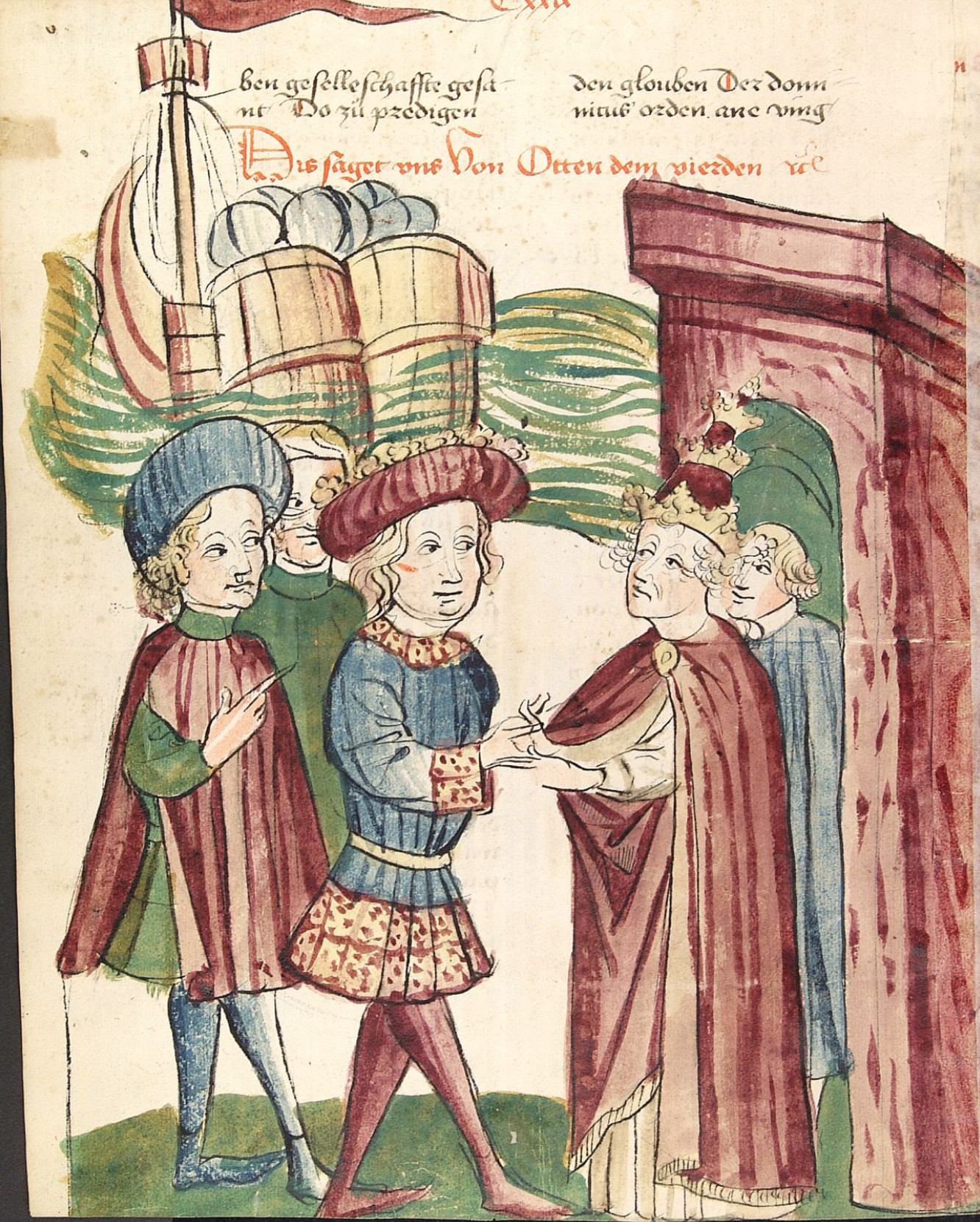
Otto IV en Innocentius III

## Geboren
- 5 januari – Richard van Cornwall, koning van Duitsland (1257-1272)
- 8 september – Sanchoi II, koning van Portugal (1223-1247)
- Möngke Khan, khan der Mongolen (1251-1259)
- Přemysl, markgraaf van Moravië (1222-1239)
- Adelheid, gravin van Bourgondië (jaartal bij benadering)
- Hadji Bektasj Veli, Perzisch alevitisch religieus leraar (jaartal bij benadering)
- Roger Bigod, earl van Norfolk (jaartal bij benadering)

## Overleden
- 10 januari – Guillaume, aartsbisschop van Bourges
- 2 februari – Alfons II (~28), graaf van Provence
- 2 april – Elisabeth van Polen, echtgenote van Soběslav II van Bohemen en Koenraad II van Lausitz
- 10 november – Raimond-Roger Trencavel, Occitaans edelman
- Amanieu IV, heer van Albret
- Margaretha van Zweden, echtgenote van Sverre van Noorwegen
- Nezami (~68), Perzisch dichter en schrijver
- Otto I, graaf van Bentheim (jaartal bij benadering)
- Philippe du Plaissis (~34), grootmeester der Tempeliers
- Willem van Champlitte, vorst van Achaea (1205-1209)
- Maurits I, graaf van Oldenburg (jaartal bij benadering)